# 牧野康成 (大胡藩主)
牧野 康成（まきの やすなり）は、戦国時代から江戸時代初期にかけての武将・譜代大名。徳川氏の家臣。はじめ三河国牛久保城主、のち上野国大胡藩初代藩主。官位は従五位下・右馬允。

## 生涯
- 本節は特に注記のあるものを除き、『寛政重修諸家譜』巻第三百六十四「清和源氏支流・牧野」の康成の項を参考に記述している。

永禄9年（1566年）、牛久保城主であった父・牧野成定の病死をうけて11歳で遺領を相続する。その際に一族の牧野某（出羽守・成元また成真とも、牧野保成の子）と遺領争いとなるも、徳川家康の承認と後援の結果、成元を退け相続に成功した。争いの原因のひとつに康成が今川氏の人質として2年間身柄拘束され（一説に吉田城で）、牛久保に不在であったことが挙げられる。
徳川家康に仕えた後は、その東三河旗頭である酒井忠次に属し、天正3年（1575年）の長篠の戦いなど家康の主要な合戦の多くに参戦して武功を挙げ、また家康の指示により天正年間は諏訪原城（遠江国）・興国寺城（駿河国）・柾戸城（伊豆国）・長久保城（駿河国）と諸城を在番し、家康の東海道平定戦に寄与した。その功績により、天正16年（1588年）4月までに従五位下・右馬允に叙位・任官、この時の口宣で清和源氏を称姓した（「柳営実録」）。また天正18年（1590年）、家康が関東に加増移封されると、上野国大胡に2万石の所領を与えられ、大名に列した。
慶長5年（1600年）の関ヶ原の戦いでは、徳川秀忠軍に属して真田昌幸（西軍）が守る上田城攻めに参加した。徳川方の刈り田働き阻止をめぐる偶発的戦闘で、康成は友軍の危機を救援することを命じたが、これが城攻めにまで発展した。しかしこの城攻めは秀忠に無許可で、しかも結果は惨敗であったため、康成はその責を問われた。直接指揮をした部下の贄掃部を切腹させるよう命じられたが、康成は自ら責を負うとしてこれを拒否した。嫡男の忠成もこの命令に逆らい、贄らを伴い出奔したため大いに秀忠の怒りを買い、康成は上野国吾妻に蟄居処分となる。牧野隊は真田方の策に気付かずに康成・忠成父子の指揮の下、上田城下に攻め入っており、家臣たちの助けで危うく難を逃れた。旗奉行の贄掃部は主君の失態の身代わりとして切腹を命じられていたとされる。
その後、慶長9年（1604年）に徳川家光が誕生したことによる恩赦で処分が解かれ、大胡藩2万石に戻った。ただしこの間、お家取潰しの状態ではなかった。これ以後、公事は嫡男の忠成に任せて大胡に閑居し、そのまま慶長14年（1609年）12月に死去した。法名は月照院殿前典厩応誉栄感称徳大居士。葬地は群馬県前橋市堀越町の浄土宗養林寺。なお『当代記』には死去の6・7年前から世の中を恨んで隠居したとある。

## 系譜
子女は3男4女
父母
- 牧野成定（父）

正室
- 鳳樹院 - 豊臣家家臣の娘（酒井忠次の養女、のち徳川家康の養女）

子女
- 牧野忠成（長男） 生母は鳳樹院
- 牧野秀成（次男）
- 牧野儀成（三男）
- 昌泉院（嫡女）昌泉院華景栄春 - 徳川家康の養女、福島正則継室。正則の女性問題に怒り、薙刀で斬りつけたという伝承がある。
- 充、永昌院 - 松浦隆信正室
- 慶台院（三女） - 家臣牧野正行室
- 馨香院（四女） - 家臣牧野正成室